# Ctenucha togata
Ctenucha togata är en fjärilsart som beskrevs av Druce 1884. Ctenucha togata ingår i släktet Ctenucha och familjen björnspinnare. Inga underarter finns listade i Catalogue of Life.